# Montigny-aux-Amognes
Montigny-aux-Amognes és un municipi francès, situat al departament del Nièvre i a la regió de Borgonya - Franc Comtat. L'any 2007 tenia 550 habitants.

## Demografia

### Població
El 2007 la població de fet de Montigny-aux-Amognes era de 550 persones. Hi havia 231 famílies, de les quals 48 eren unipersonals (20 homes vivint sols i 28 dones vivint soles), 83 parelles sense fills, 80 parelles amb fills i 20 famílies monoparentals amb fills.
La població ha evolucionat segons el següent gràfic:
Habitants censats

### Habitatges
El 2007 hi havia 269 habitatges, 227 eren l'habitatge principal de la família, 24 eren segones residències i 18 estaven desocupats. 258 eren cases i 10 eren apartaments. Dels 227 habitatges principals, 199 estaven ocupats pels seus propietaris, 25 estaven llogats i ocupats pels llogaters i 3 estaven cedits a títol gratuït; 5 tenien dues cambres, 30 en tenien tres, 57 en tenien quatre i 136 en tenien cinc o més. 179 habitatges disposaven pel capbaix d'una plaça de pàrquing. A 68 habitatges hi havia un automòbil i a 141 n'hi havia dos o més.

### Piràmide de població
La piràmide de població per edats i sexe el 2009 era:
| Homes | Edats   | Dones |
| ----- | ------- | ----- |
| 0     | 95 o +  | 4     |
| 0     | 90 a 94 | 0     |
| 4     | 85 a 89 | 0     |
| 0     | 80 a 84 | 8     |
| 4     | 75 a 79 | 12    |
| 0     | 70 a 74 | 4     |
| 12    | 65 a 69 | 12    |
| 16    | 60 a 64 | 4     |
| 4     | 55 a 59 | 8     |
| 36    | 50 a 54 | 32    |
| 32    | 45 a 49 | 12    |
| 28    | 40 a 44 | 24    |
| 24    | 35 a 39 | 24    |
| 24    | 30 a 34 | 20    |
| 8     | 25 a 29 | 16    |
| 8     | 20 a 24 | 0     |
| 24    | 15 a 19 | 4     |
| 20    | 10 a 14 | 12    |
| 8     | 5 a 9   | 12    |
| 28    | 0 a 4   | 8     |

## Economia
El 2007 la població en edat de treballar era de 385 persones, 285 eren actives i 100 eren inactives. De les 285 persones actives 268 estaven ocupades (140 homes i 128 dones) i 17 estaven aturades (9 homes i 8 dones). De les 100 persones inactives 50 estaven jubilades, 23 estaven estudiant i 27 estaven classificades com a «altres inactius».

### Ingressos
El 2009 a Montigny-aux-Amognes hi havia 226 unitats fiscals que integraven 546 persones, la mediana anual d'ingressos fiscals per persona era de 20.232,5 €.

### Activitats econòmiques
Dels 11 establiments que hi havia el 2007, 1 era d'una empresa alimentària, 2 d'empreses de construcció, 2 d'empreses de comerç i reparació d'automòbils, 2 d'empreses d'hostatgeria i restauració, 1 d'una empresa immobiliària i 3 d'empreses de serveis.
Dels 3 establiments de servei als particulars que hi havia el 2009, 1 era un paleta, 1 fusteria i 1 restaurant.
Dels 2 establiments comercials que hi havia el 2009, 1 era una botiga de menys de 120 m² i 1 una sabateria.
L'any 2000 a Montigny-aux-Amognes hi havia 8 explotacions agrícoles que ocupaven un total de 393 hectàrees.

## Equipaments sanitaris i escolars
El 2009 hi havia una escola elemental integrada dins d'un grup escolar amb les comunes properes formant una escola dispersa.

## Poblacions més properes
El següent diagrama mostra les poblacions més properes.